# Mubarak Begum
Mubarak Begum (Urdu: مبارک بیگم, nacida en 1940 en Sujangarh, Churu, Rajastán, India británica) es una cantante de playback de la India.
Su carrera artística comonezó realizando recitales de música ligera con "All India Radio", la radioemisora del gobierno indio. Su carrera como cantante de playback, empezó con la industria del cine hindi en la que interpretó un tema musical de la película titulada, Aaiye, con un tema musical titulado "Mohe AANE Lagi Angrayi, Aja Aja Balam", escrita y compuesta por Shaukat Dehlvi. También cantó a dúo junto a Lata Mangeshkar.
Otro gran éxito de su carrera fue la canción "Mein Kabhi Tanhaiyon Yun", escrita y compuesta por Snehal Bhatkar. Ha sido considerada como una de las intérpretes de la música clásica.
Entre sus temas musicales más conocidos, son las siguientes:
- "Neend Ud Jaaye Teri Chain se Sone Wale" (Juaari)
- "Kabhi Tanhaiyon men Hamari Yaad Aaegi" (Hamari Yaad Aaegi)
- "Be-murawwat be-wafa begana-e dil aap hain" (Susheela 1966)
- "Aye Dil Bata' (Khooni Khazana)
- "Kuchh Ajnabi se aap hain"
- "Mujh ko Apne Gale Lagalo" (Hamrahi)
- "Ayji ayji yaad rakhna sanam" (Daku Mansoor)
- "Shama Gul Karke Na Ja"
- Saawariya Teri Yaad Mein"
- Humein Dum Daike"